# Gascoyne
Gascoyne è una delle nove regioni dell'Australia Occidentale. Essa si trova nella parte nord-occidentale dello Stato ed è suddivisa nelle seguenti Local Government Areas:
- Contea di Carnarvon;
- Contea di Exmouth;
- Contea di Shark Bay;
- Contea di Upper Gascoyne.

La regione è costituita anche da 600 chilometri di costa sull'Oceano Indiano e si estende all'interno del continente per circa 500 chilometri. Considerando anche le isole, l'estensione totale della regione è di 137.938 chilometri quadrati. La popolazione del Gascoyne è di soli 10.000 abitanti, la più bassa delle regioni dell'Australia Occidentale (anche come densità): la maggior parte di essa vive nelle città di Carnarvon, Exmouth, Denham, Gascoyne Junction e Coral Bay.

## Geografia fisica

### Clima
Il clima è a metà fra l'arido ed il tropicale; le temperature massime variano fra i 22 gradi di luglio e i 35 gradi di gennaio. Le giornate sono soleggiate per quasi tutto l'anno, con soli 200 millimetri di pioggia annuali (in gran parte dovuti ad attività ciclonica). A causa di ciò, la vegetazione è bassa e rada, con pochissimi alberi.

## Economia
L'economia del Gascoyne si basa sul turismo (grazie al clima caldo e secco ed alla presenza di siti importanti come il Ningaloo Marine Park e Shark Bay, bene incluso nell'elenco dei patrimoni dell'umanità dell'UNESCO), sulla pastorizia e sull'attività estrattiva (principalmente sale e gesso).

## Storia
Prima di essere scoperto dagli europei, il Gascoyne è stato abitato da popolazioni indigene per migliaia di anni. Il primo europeo a sbarcare in questa regione fu Dirk Hartog nel 1616. Nel 1839 George Edward Grey esplorò la regione e diede il nome al fiume Gascoyne. Nel 1850 Shark Bay divenne il primo sito australiano dedicato all'industria delle perle. Nel 1858 Francis Thomas Gregory esplorò la regione e dichiarò che era particolarmente adatta all'allevamento. Pochi anni dopo sorsero i primi insediamenti (la città di Carnarvon, la più importante della regione, venne fondata nel 1883).